# Самаритянская книга Иисуса Навина
«Самаритянская книга Иисуса Навина» (или «Самарянская книга Иошуи») — самаритянская рукопись на арабском языке; получила свое название от того, что большая её часть посвящена повествованию об Иисусе Навине (еврейском Иошуе). Хотя книга Иошуи и имеет своим основанием каноническую книгу того же заглавия — «Книгу Иисуса Навина», однако отличается от последней как по форме, так и по содержанию.
Автор-самаритянин внёс в свой рассказ ряд позднейших преданий, подробнее описал события, повествуемые в Библии, и кое-что видоизменил, согласно характерным чертам самаритянского мировоззрения. Сочинение распадается на 50 глав и, кроме рассказа об Иошуе, содержит краткий обзор событий после Иошуи, совпадая в этом по содержанию с Книгой Судей. Затем следуют рассказы о Навуходоносоре, Александре Великом и восстании при Адриане. Заканчивается сочинение неполным рассказом о священнике Бабе Раббе.
Текст был издан Йейнболлом (Лейден, 1848) с самарянской рукописи (на арабском яз.) с латинским переводом и пространным введением.

## Содержание
- Вступление — главы с 1 по 8[1]:
  - гл. 1 — автор заявляет, что перевёл все рассказы с еврейского языка;
  - гл. 2 — Моисей назначает Иошую своим преемником и облекает его царской властью;
  - гл. 3 — рассказ о Валаам (евр. Билеаме) и царе моабитском (ср. Чис. 22:2—41);
  - гл. 4 — Валаам убеждает моабитского царя склонить израильтян к разврату и таким образом погубить их (ср. Bemidbar rab., XX, 23);
  - гл. 5 — Моисей отправляет Иошую и Финееса (евр. Пинхаса) на войну с мидианитами (ср. Чис. 31:1 и сл.). Согласно рассказу о падении Иерихона (И., 6), автор сообщает, что стены мидианитской крепости рушатся при звуке труб. Валаам, найденный в мидианитском храме потерявшим от ужаса дар речи, умерщвляется воинами, вопреки желанию Иошуи представить его живым Моисею.
  - гл. 6—8 — смерть Моисея; его завещание; траур израильтян по усопшему вождю.
- Главная часть книги — главы 9—43:
  - гл. 9—12 — деятельность Иошуи, организация армии и приготовления к вторжению в Ханаан (в духе первой главы канонической кн. И.).
  - гл. 13 — отправка разведчиков в Иерихон. Подражая библейскому рассказу о гибеонитах (ср. И., 11, 4 и сл.), автор сообщает, что соглядатаи, зная несколько языков, переоделись путешественниками и говорили, что, слышав о планах Иошуи, прибыли издалека, чтобы подробнее узнать о настоящем положении дел. Но в Иерихоне они навлекают на себя подозрение в шпионстве и укрываются в доме Раав (евр. Рахаб). Конец главы совпадает с библейским повествованием.
  - гл. 14—17 — израильтяне переходят через реку Иордан (ср. Иош., 3). Гимн Иошуи — подражание Песне Моисея[англ.] в Исх., 15, 1—19; рассказ о падении Иерихона[англ.].
  - гл. 18 — разоблачение Ахана, уличённого в краже запрещённых вещей. Тут рассказ отличается от библейской версии (Иош., 7), причем не упоминается о гибели израильтян при городе Ай; но драгоценный камень в нагруднике первосвященника, носивший имя колена Иуды, потускнел, и таким образом обнаружилось, что один из людей Иудина колена совершил грех. Золото, украденное Аханом, весило будто бы 2250 сиклов.
  - гл. 19 — рассказ о гибеонитянах, напоминающий Иош., 9 и замечательный тем, что там названы лишь три гибеонитских города и опущена Кефира[англ.] (Хедифа).
  - гл. 20—23 — продолжение войны и раздел страны. Иошуа отправляет особых землемеров с поручением разделить страну на 10 частей, причем назначает левитам 48 городов, входящих в состав прочих кланов. Иошуа отпускает 2 ½ колена, которым достались в удел земли восточнее Иордана, предварительно поставив царем над ними Набиха (Nabih; Нобу в Числ., 32, 42), сына Гилеада; число ушедших за Иордан определяется в 110 580 человек.
  - гл. 24 — по возвращении землемеров Иошуа распределяет между коленами соответствующие уделы. Затем он основывает город Самарию и сооружает храм на горе Гризим (Геризим).
  - гл. 25 — описание благоденствия израильтян после раздела страны; 20 лет между ними царит мир.
  - гл. 26—37 — подробно повествуется о войне между Иошуей и коалицией, составленною против него персидским царём Шаубаком (Shaubak; Шобахом). Коалиция эта создалась вследствие того, что Шаубак объединил соседние народности с целью отомстить Иошуи за смерть отца своего Хаммама, погибшего в битве с израильтянами. Но сначала Шаубак отправляет к Иошуе особого посла с грозным письмом. Иошуа созывает старейшин и совещается, что делать. Посол Шаубака поражён блестящей обстановкой, в которой живёт Иошуа, а также порядками, введёнными при его дворе, особенно тем, как у израильтян отправляется правосудие. Затем он возвращается в Персию с ответом Иошуи, что израильтяне готовы к войне, и пытается отговорить Шаубака от его намерения. Персидский царь, однако, ободрённый своей матерью и магами, выступает в поход во главе многочисленного войска. Подойдя к Айлуну[англ.], одному из неприятельских городов, Иошуа вдруг видит себя окружённым семью железными стенами, выросшими из земли по волшебству. После молитвы Иошуи к нему прилетает голубь, при помощи которого он отправляет письмо Набиху, немедленно выступающему с большим войском против Шаубака, который терпит полное поражение. При криках воинов Набиха стены вокруг Иошуи исчезают.
  - гл. 38—43 — рассказывается о смерти Иошуи после 45-летнего царствования и о погребении его в Кафар-Джевире (Kafar Ghawirah; ср. Иош., 24, 30); там же сообщается о его преемниках и о благоденствии Израиля в продолжение следующего 260-летнего периода — «дней удовлетворения» («ajam al-rida» или «jeme ha-razon»). Что касается легенды о Шаубаке, то отзвуки её имеются в трактате Сота, 42б на основании II кн. Сам., 10, 16, 18.
  - гл. 44 — отчет о событиях во времена Илии (евр. Эли) и о «времени греха» («aldalal» или др.-евр. פנוּתה‬ фанута — эпоха божественной нечистоты), когда Бог отвернулся от людей.
- Заключительные гл. 45—50 содержат истории Навуходоносора, царя Маусиля (Мосула), Александра Великого, возмущения иудеев против Адриана, рассказы о первосвященниках Акбоне (Aqbon) и Нетанэле (Nathanael), а также о Бабе Раббе.[1]

## История рукописи
Рукопись, которая легла в основание издания Т. В. Я. Йейнболла, принадлежала когда-то Скалигеру, предположительно получившему её в 1584 г. от египетских самарян. Позже рукопись была изучена Иоанном-Генрихом Готтингером, который описал её в «Exercitationes anti-Morinianae» (1644, 109—116) и «Smegma Orientale» (1657).
Позже нашлись две других рукописи кн. Иошуи (в Британском музее и Кембридже, Тринити-колледж). С латинского текста Йейнболла был сделан Oливером Tернбуллом Крейном (Oliver Turnbull Crane) английский перевод («The Samaritan Chronicle or the Book of Joshua», New York, 1890).

## Критический анализ

### Датирование книги
В противоположность Реланду Йейнболл (в предисловии) полагает, что кн. Иошуи — произведение одного автора, жившего не позже XIII века. Йейнболл обосновывает своё мнение тем обстоятельством, что Абуль-Фатх, писавший в 1355 г., пользовался ей для своей Хроники. Кн. Иошуи упоминается также у Макризи (ум. 1441).